# Mehmed Šemsekadić
Mehmed Nurudin Vehbi Šemsekadić (Pljevlja, 1827. – Istanbul, 29. siječnja 1887.), bošnjački je teolog i vojskovođa, pljevaljski muftija. U Sandžaku se u predajama pamti kao Šemsikadić, a u Bosni i Hercegovini kao Šemsekadić. Poznat je i kao Zmaj od Sandžaka.

## Životopis
Rođen 1827. u uglednoj bošnjačkoj ulemanskoj pljevaljskoj obitelji. Školovao se u rodnim Pljevljima, pa u Sarajevu. U Sarajevu je završio medresu Đumišića (Drveniju). Školovao se potom u Istanbulu na medresi Šehzade. Po završetku studija vratio se u rodno mjesto. Zaposlio se na mjestu vaiza u pljevaljskoj ruždiji. Godine 1866. imenovan je za pljevaljskog muftiju. Doznavši da se sprema austro-ugarska okupacija, prišao pripremi bošnjačkog oružanog otpora. Obilazio je kasabe po Sandžaku, pa sve do Kosova. U Sarajevu je organizirao sastanke svibnja 1878. godine po kućama bošnjačkih prvaka. Glavnu riječ vodili su predstavnici rodoljubive uleme imam Begove džamije hadži Abdulah ef. Kaukčija i šejh i muderis Gazi Husrev-begova hanikaha Muhamed ef. Jamaković. Šemsekadić je radio na stvaranju antiokupacijskog otpora na Kosovu da bi u svoje redove privukao i albanske dobrovoljce.
U austro-ugarskom zaposjedanju bio glavni organizator obrane bošnjačkih položaja kod Tuzle. Proslavio se u bitci kod Tuzle srpnja — rujna 1878. i poslije kad je njegovih 6.000 ustanika odbacilo austrijsku 20. diviziju generala Saparija (László Szapáry), koja je nastupala od Bosanskog Šamca preko Gračanice prema Zvorniku, na položaje oko Doboja. 13. kolovoza Šemsekadić je zauzeo Gračanicu. Pomoć mu je stigla iz Podrinja, 300 Srebreničana kojima je zapovijedao Avdaga Begtašević iz Sarajeva. Ratna sreća se okrenula, austrijska vojska zauzela je cestu Doboj — Sarajevo. Uvidjevši da im pristižu pojačanja, Šemsekadić je uzmakao prema Podrinju, preko Tuzle na Zvornik. Od Zvornika je uzmicao ka Srebrenici pa ka Višegradu u koji je stigao sa 600 boraca 27. rujna. Mnogi su mu se borci ondje oprostili od njega, pa je svaki pošao k svom kraju.
U Višegradu se pripremio za bitku. Rasporedio je vojnik po gradu, a oko grada topništvo. Desetak je dana čekao kad će doći austro-ugarska vojska. Poručio je bratu Ibrahim-agi koji je s odredom dobrovoljaca iz Glasinca otišao ka Foči, neka mu pošalje vojske u Višegrad. Murat-beg Čengić i hadži Jusuf ef. Čengić, višegradski prvaci, nagovorili su ga da odustane od obrane Višegrada. Poslušao ih je i sa svojih sedamsto boraca je preko Priboja zaputio se ka rodnim Pljevljima. Protiv Austro-Ugarske nastavio je djelovati na Sandžaku i Kosovu. Potom je bio izložen pritiscima. Sultan Abdul Hamid II. ga je pozvao i oko proljeća 1879. godine Šemsekadić je odselio u Tursku. Proglašen je posebnim musafirom, a u znak uvažavanja dobio je veliki zemljoposjed Cekmedze ciflik na mramornomorskoj obali.
Poslije uspješna austro-ugarskog zaposjedanje i osobito poslije Hercegovačkog ustanka 1882. godine, formirala se i politička emigracija Bošnjaka, prosrpski i još više proturski orijentirana. Središta tih emigrantskih skupina bila su u Istanbulu i Beogradu. Nastojalil su utjecati na događaje u Bosni. Odrazilo se u vidu prvih srpskih opredijeljenih Bošnjaka. Među vodeće osobe istanbulske emigracije bio je u početku i Šemsekadić. Skupina je organizirala prosvjede protiv aneksije Bosne i Hercegovine Austro-Ugarskoj. Šemsekadić je umro u Istanbulu 29. siječnja 1887. i pokopan je u haremu Sultan Fatihove džamije. O njegovoj rodbini i potomstvu malo se zna, tek da je ostavio sina Nedžiba i kći Hafizu.

## Vanjske povezice
- Pljevaljski muftija Mehmed ef. Šemsikadić: Vođa otpora protiv Austrougarske okupacije